# Canella-ordenen
Canella-ordenen (Canellales) er en orden af dækfrøede planter, der også benævnes Winterales, som omfatter følgende familier:
| Familier |

- Canella-familien (Canellaceae)
- Wintera-familien (Winteraceae)

Nogle af Austrobaileyales har også været inkluderet her. Under det ældre Cronquists system blev de inkluderet i Magnoliales, som de er beslægtede med.

## Galleri
- Canella-familien
- Wintera-familien